# Need You Now (album)
Need You Now – drugi album studyjny amerykańskiego zespołu country Lady Antebellum, wydany 26 stycznia 2010 roku. Płyta zadebiutowała na szczycie Billboard 200, rozchodząc się w pierwszym tygodniu w 481.000 egzemplarzy. RIAA przyznała Need You Now status podwójnej platyny za sprzedaż powyżej dwóch milionów kopii na terenie Stanów Zjednoczonych.

## Single
"Need You Now", pierwszy singel z albumu, zadebiutował na 50. miejscu Billboard Hot Country Songs w sierpniu 2009 roku. Trzy miesiące później utwór dotarł na szczyt notowania, stając się drugim singlem numer jeden w twórczości zespołu. Lady Antebellum wykonał "Need You Now" na gali Country Music Association Awards, dzięki czemu singel dotarł do 5. pozycji Billboard Hot 100. Natomiast po występie grupy podczas ceremonii rozdania nagród Grammy, piosenka awansowała na 2. miejsce tejże listy. "Need You Now" uzyskał status trzykrotnej platyny w Stanach Zjednoczonych za sprzedaż powyżej trzech milionów kopii.
"American Honey", drugi singel, zadebiutował na 47. miejscu Hot Country Songs 2 stycznia 2010 roku, przed oficjalną premierą, która nastąpiła 11 stycznia. W kwietniu utwór dotarł na szczyt listy oraz uplasował się w pierwszej trzydziestce Hot 100.
"Our Kind of Love" został 31 maja 2010 roku wydany jako trzeci singel z albumu.

## Lista utworów
1. "Need You Now" (Dave Haywood, Josh Kear, Charles Kelley, Hillary Scott) — 4:37
2. "Our Kind of Love" (Haywood, Kelley, Scott, Michael Busbee) — 4:09
3. "American Honey" (Cary Barlow, Hillary Lindsey, Shane Stevens) — 3:44
4. "Hello World" (Tom Douglas, Tony Lane, David Lee) — 5:26
5. "Perfect Day" (Jerry Flowers, Haywood, Kelley, Scott) — 3:21
6. "Love This Pain" (Marv Green, Jason Sellers) — 3:03
7. "When You Got a Good Thing" (Haywood, Kelley, Scott, Rivers Rutherford) — 4:57
8. "Stars Tonight" (Monty Powell, Haywood, Kelley, Scott) — 4:04
9. "If I Knew Then" (Kelley, Powell, Anna Wilson) — 4:15
10. "Something 'Bout a Woman" (Haywood, Kelley, Scott, Craig Wiseman) — 3:41
11. "Ready to Love Again" (Haywood, Kelley, Scott, Busbee) — 2:53

Edycja międzynarodowa
1. "Need You Now" (Dave Haywood, Josh Kear, Charles Kelley, Hillary Scott) — 3:55
2. "Our Kind of Love" (Haywood, Kelley, Scott, Busbee) — 4:07
3. "American Honey" (Cary Barlow, Hillary Lindsey, Shane Stevens) — 3:45
4. "Hello World" (Tom Douglas, Tony Lane, David Lee) — 5:24
5. "Perfect Day" (Jerry Flowers, Haywood, Kelley, Scott) — 3:21
6. "Love This Pain" (Marv Green, Jason Sellers) — 3:03
7. "When You Got a Good Thing" (Haywood, Kelley, Scott, Rivers Rutherford) — 4:56
8. "Stars Tonight" (Monty Powell, Haywood, Kelley, Scott) — 4:02
9. "If I Knew Then" (Kelley, Powell, Anna Wilson) — 4:13
10. "Lookin' For A Good Time — 3:06
11. "Ready to Love Again" (Haywood, Kelley, Scott, Busbee) — 2:51
12. "I Run To You" — 4:17
13. "Bottle Up Lightning" — (utwór dodatkowy)
14. "Last Night Last" — 4:13 (utwór dodatkowy)

## Utwory dodatkowe
W ramach podziękowania dla wszystkich, którzy zakupili album, zespół uruchomił akcję bonusową. W każdym miesiącu 2010 roku na oficjalnej stronie internetowej Lady Antebellum publikowana jest jedna nowa wersja danego utworu, do której darmowy dostęp mają wszyscy, którzy kupili płytę w dowolny sposób: w sklepie, cyfrowo lub za pośrednictwem iTunes. Po upływie premierowego miesiąca, czyli wraz z udostępnieniem nowej piosenki, wcześniejszy utwór przestaje być darmowy i można go uzyskać wyłącznie po wcześniejszym zakupie.
1. "Need You Now" (wersja akustyczna) (Haywood, Kear, Kelley, Scott) - 3:59 (styczeń/luty)
2. "I Run to You" (wersja akustyczna) (Haywood, Kelley, Scott, Douglas) - 3:49 (marzec)
3. "American Honey" (na żywo) (Barlow, Lindsey, Stevens) - 3:31 (kwiecień)
4. "Our Kind of Love" (na żywo) (Haywood, Kelley, Scott, Busbee) — 4:15 (maj)
5. "Stars Tonight" (na żywo) (Monty Powell, Haywood, Kelley, Scott) - 4:02 (czerwiec)

## Pozycje na listach
| Lista (2010)                      | Najwyższa pozycja |
| --------------------------------- | ----------------- |
| Australian Albums Chart           | 34                |
| Australian Country Albums Chart   | 1                 |
| Canadian Albums Chart             | 1                 |
| Canadian Top Country Albums       | 1                 |
| Dutch Albums Chart                | 26                |
| Irish Albums Chart                | 11                |
| New Zealand Albums Chart          | 1                 |
| South African Albums Chart        | 4                 |
| Swedish Albums Chart              | 29                |
| UK Albums Chart                   | 8                 |
| U.S. Billboard 200                | 1                 |
| U.S. Billboard Top Country Albums | 1                 |

| Kraj              | Certyfikat | Sprzedaż   |
| ----------------- | ---------- | ---------- |
| Stany Zjednoczone | 2× Platyna | 2.000.000+ |
| Kanada            | Platyna    | 80.000+    |
| Nowa Zelandia     | Złoto      | 7.500+     |

## Daty wydania
| Kraj              | Data             | Wytwórnia   |
| ----------------- | ---------------- | ----------- |
| Stany Zjednoczone | 26 stycznia 2010 | Capitol     |
| Kanada            | 26 stycznia 2010 | Capitol     |
| Afryka Południowa | 26 stycznia 2010 | EMI         |
| Australia         | 12 lutego 2010   | EMI         |
| United Kingdom    | 3 maja 2010      | Parlophone  |
| Niemcy            | 7 maja 2010      | Capitol     |
| Brazylia          | 21 maja 2010     | EMI         |
| Meksyk            | 21 maja 2010     | EMI         |
| Japonia           | 26 maja 2010     | Toshiba-EMI |